# Heimkehle
Die Heimkehle im Harz ist eine von zwei großen Gipshöhlen Deutschlands, die als Schauhöhlen zugänglich sind. Sie liegt östlich von Nordhausen bei Uftrungen, auf der Grenze zwischen Thüringen und Sachsen-Anhalt. Die Höhle wurde in der Zeit des Nationalsozialismus als Waffen-Produktionsstätte ausgebaut und genutzt, wobei KZ-Häftlinge eingesetzt wurden – viele starben.

## Geographische Lage
Die Heimkehle liegt im Südharz im Naturpark Harz/Sachsen-Anhalt nahe der Grenze zum westlich gelegenen Naturpark Südharz im Reesberg (325,2 m ü. NHN), einer Erhebung des Höhenzugs Alter Stolberg (357,7 m). Sie befindet sich etwa 11 km östlich von Nordhausen (Thüringen), 2,2 km südsüdöstlich von Rottleberode und 1,8 km (jeweils Luftlinie) westlich von Uftrungen (beide in Sachsen-Anhalt). Die Höhle gehört zu den Gemarkungen Uftrungen, Urbach und Görsbach (beide in Thüringen). Ihr heutiger Eingang (ca. 200 m), der den Zugang über einen schmalen Stollen ermöglicht, liegt in Sachsen-Anhalt etwa 100 m westlich der Mündung des Krummschlachtbachs in die Thyra. Auf sachsen-anhaltischer Seite befinden sich das Naturschutzgebiet Gipskarstlandschaft Heimkehle und das Biosphärenreservat Karstlandschaft Südharz.

## Angaben zur Höhle
Die Heimkehle ist eine etwa 2000 m lange Gips-/Ganghöhle. Davon sind 750 m begehbar; 2008 waren es wegen Bauarbeiten nur 600 m. Der größte Raum, der Große Dom, hat einen Durchmesser von rund 65 Metern und ist etwa 22 Meter hoch. Durch die hohe Löslichkeit des Gipses kommt es zu einer intensiven Verkarstung und zur Bildung großräumiger Höhlensysteme. Durch die Nähe zum Grundwasser sind bzw. waren viele Räume mit Wasser gefüllt.
Die Heimkehle bietet einen idealen Lebensraum für Fledermäuse. So halten sich, insbesondere in der Schwarmzeit, ca. 4000 Fledermäuse in der Höhle auf.

## Führungen und Veranstaltungen
Große Teile der Höhle können im Rahmen von ca. 60-minütigen Führungen besichtigt werden, dabei sieht man unter anderem auch einige Seen. Der Pegelstand dieser Seen ist witterungsbedingt im Frühjahr am höchsten. Durch die breiten Führungswege ist die Heimkehle auch mit dem Rollstuhl erfahrbar. Die jährlichen Besucherzahlen liegen bei durchschnittlich rund 16.600.
Zum Ende des Winters werden auch spezielle fledermauskundliche Führungen angeboten.

## Geschichte
Die Heimkehle wurde 1357 erstmals urkundlich erwähnt. 1649 besuchte sie der Prinz von Anhalt. Erst 1920 erfolgte die Erschließung durch Theodor Wienrich, wobei auch elektrisches Licht installiert wurde; am 12. September 1920 wurde sie als Schauhöhle eröffnet. Da der größte Teil der Heimkehle zu dieser Zeit von einem zusammenhängenden See bedeckt war, befuhr man sie mit Booten.
Ab 1944 richteten die Nationalsozialisten in der Höhle eine vor Luftangriffen geschützte Produktionsstätte für die Junkerswerke Dessau (Tarnname Thyrawerk; Verlagerungsprojekt A 5) ein, die dort vom 12. März 1944 bis 4. April 1945 unter anderem Teile für die Kampfflugzeuge Ju 88 und Ju 188 bauen ließen. Die Entscheidung fiel Anfang Februar 1944 im Reichsluftfahrtministerium (RLM), das den Flugzeugbauer anwies, binnen 14 Tagen, spätestens bis zum 15. Februar 1944, dem von Luftwaffenchef Hermann Göring eingerichteten Sonderstab Heimkehle Rottleberode, KZ-Häftlinge beim Ausbau der Stollenanlage„Höhlenbau“ die erforderlichen Bau- und Planungsunterlagen vorzulegen. Eine vom Sonderstab am 12. März 1944 angefertigte Zusammenstellung bombengeschützter Räume, die mit Unterstützung der SS und damit durch Konzentrationslagerhäftlinge ausgebaut werden sollten, nennt die Heimkehle als Verlagerungsprojekt A 5 mit einer Nutzfläche von 3.000 m². Am 24. März 1944 erteilte das RLM den Verlegungsvorbescheid für die Errichtung eines Presswerkes. „Die Firma Junkers wird […] beauftragt, oben angegebene Fertigung aus den bisherigen Fertigungsräumen zu verlegen. Über das Reichsministerium für Rüstung und Kriegsproduktion […] wurde hierfür als Aufnahmebetrieb die Höhle Heimkehle bei Uftrungen im Südharz […] befristet gesperrt“. Die Bauarbeiten begannen bereits Tage vorher unter Einsatz von 200 Häftlingen, die am 13. März 1944 aus Buchenwald abgeordnet worden waren. Anfang April und im Mai 1944 ergänzten zwei weitere Transporte mit zusammen 350 Personen den Bautrupp. Bis zu 600 Häftlinge führten in der Heimkehle in den folgenden Wochen bergbauliche Arbeiten und Betonierungen durch. Sie mussten die Höhlenseen im „Kleinen“ und „Großen Dom“ zuschütten und planieren, hatten Betonstützwände und Pfeiler zum Abfangen der Decken zu errichten und weitere Zugangsstollen vorzutreiben, so dass der Charakter der seit 1920 für den Tourismus erschlossenen Schauhöhle zerstört wurde. Ein internes Schreiben der Junkers-Bauabteilung an die Rechtsabteilung des Konzerns vom 3. Mai 1944 hält fest, dass die Arbeiten zu dem Zeitpunkt andauerten. Wie erschöpfend die Arbeit und ihre Bedingungen auf der Baustelle waren, zeigt sich daran, dass immer wieder Häftlinge wegen völliger Entkräftung ins KZ-Hauptlager Mittelbau zurückverlegt wurden, am 30. Juni 1944 zum Beispiel zehn als „arbeitsunfähig“. Für die Unterbringung der KZ-Arbeiter war die Porzellanfabrik Max Schuck am Ortsrand von Rottleberode beschlagnahmt worden, das KZ-Außenlager Rottleberode. Im Erdgeschoss befanden sich Küche, Wasch- und Abstellräume, in den beiden Obergeschossen die Häftlingsunterkünfte. „Es ist ein großer, mehrstöckiger Steinbau in dem früher einmal eine Fabrik betrieben wurde“, erinnert sich ein ehemaliger Aufseher, der Luftwaffensoldat Willy Mirbach. „Mit der Rückseite grenzt das Gebäude, durch einen Hof getrennt, an eine steile Felswand von etwa fünfzehn bis zwanzig Meter Höhe, und oben auf der Felswand steht ein Wachturm von etwa zehn Meter Höhe, ringsum mit Glas geschlossen und einem Scheinwerfer eingebaut. Außerdem stehen an den vier Ecken des Lagers noch Wachtürme, die jedoch nur einige Meter hoch und ringsum offen sind. Auch dieses Lager ist mit einem elektrischen Zaun (. . . ) gesichert. (. . . ) An der linken Kopfseite des Lagerzauns befindet sich das Eingangstor, stark mit Stacheldraht gesichert und einem Posten mit Gewehr davor“. Die Schreibstube hatte die SS im requirierten Wohnhaus der Familie Schuck untergebracht.
Zwischen dem 3. und 7. August 1944 inspizierte der Luftwaffen-Oberstabsarzt Dr. Ehrlich die KZ-Außenkommandos A 4 (Steinsalzbergwerk Hadmersleben bei Oschersleben), A 5 (Rottleberode) und A 6 (Wansleben). In seinem Bericht vom 9. August 1944 an das KZ Buchenwald stellt er zum Lager Rottleberode lobend fest, der Krankenbau sei in einem hellen Fabrikraum der Porzellanfabrik untergebracht, alle vorgeschriebenen Abteilungen seien vom Häftlingsarzt eingerichtet worden. Der Luftwaffenarzt forderte den Lagerführer des Außenkommandos gleichwohl auf, die Ambulanz durch eine Bretterwand von den sonstigen Räumen abtrennen zu lassen. Am 2. Oktober 1944 besichtigte der Standortarzt des KZ Buchenwald das Außenkommando Rottleberode und bestätigte die Feststellungen des Kollegen der Luftwaffe. Er wies darauf hin, dass aus Geheimhaltungsgründen Kranke auch in dringenden Fällen nicht mehr nach Dora ins Revier transportiert werden dürften. Ende Juli 1944 waren die Werkhallen in der Heimkehle errichtet, und der Einbau der Produktionsanlagen konnte beginnen. Die Kosten für Ausbau und Einrichtung der Fabrik im Berg beliefen sich auf über 2,6 Millionen RM, die das Reich trug. Allein für die Unterhaltung des KZ-Lagers in Rottleberode forderte Junkers von der Staatskasse 16.640,30 RM. Weiterhin stellte der Flugzeughersteller die an die SS gezahlten „Nutzungsentgelte“ für die beschäftigten Bau-Häftlinge mit 177.600 RM in Rechnung. Für Häftlingstransporte vom Lager zur Baustelle machte die Reichsbahn bei Junkers 13.674 RM geltend, die der Konzern sich ebenfalls erstatten ließ. Insgesamt waren es „Aufwendungen“ von 207.940,30 RM für die beim Ausbau der Heimkehle eingesetzten KZ-Arbeiter, die voll in die Gesamtbaukosten einflossen. Nach Beendigung der Arbeiten und Inbetriebnahme des Junkers-Werkes schob die SS die ausgepowerten Häftlinge des Baukommandos Heimkehle (A 5) auf andere Baustellen im „Mittelraum“ ab, so am 24. Juli 1944 einhundert zum Projekt B 3a in Woffleben, wo ein ganzes Stollensystem in den Berg zu treiben war, in dem auch wieder Junkers auf mindestens 80.000 m² bis zu 8.000 Arbeitskräfte mit der Serienherstellung und Montage von Großteilen beschäftigen wollte. Die meisten Bauhäftlinge aber wurden von der Heimkehle zum Bauvorhaben Lava (Deckname B 4) bei Stempeda verlegt, wo ebenfalls unterirdische Werkhallen für Junkers zu erstellen waren; ein Presswerk sollte aus Dessau dorthin verlegt werden.

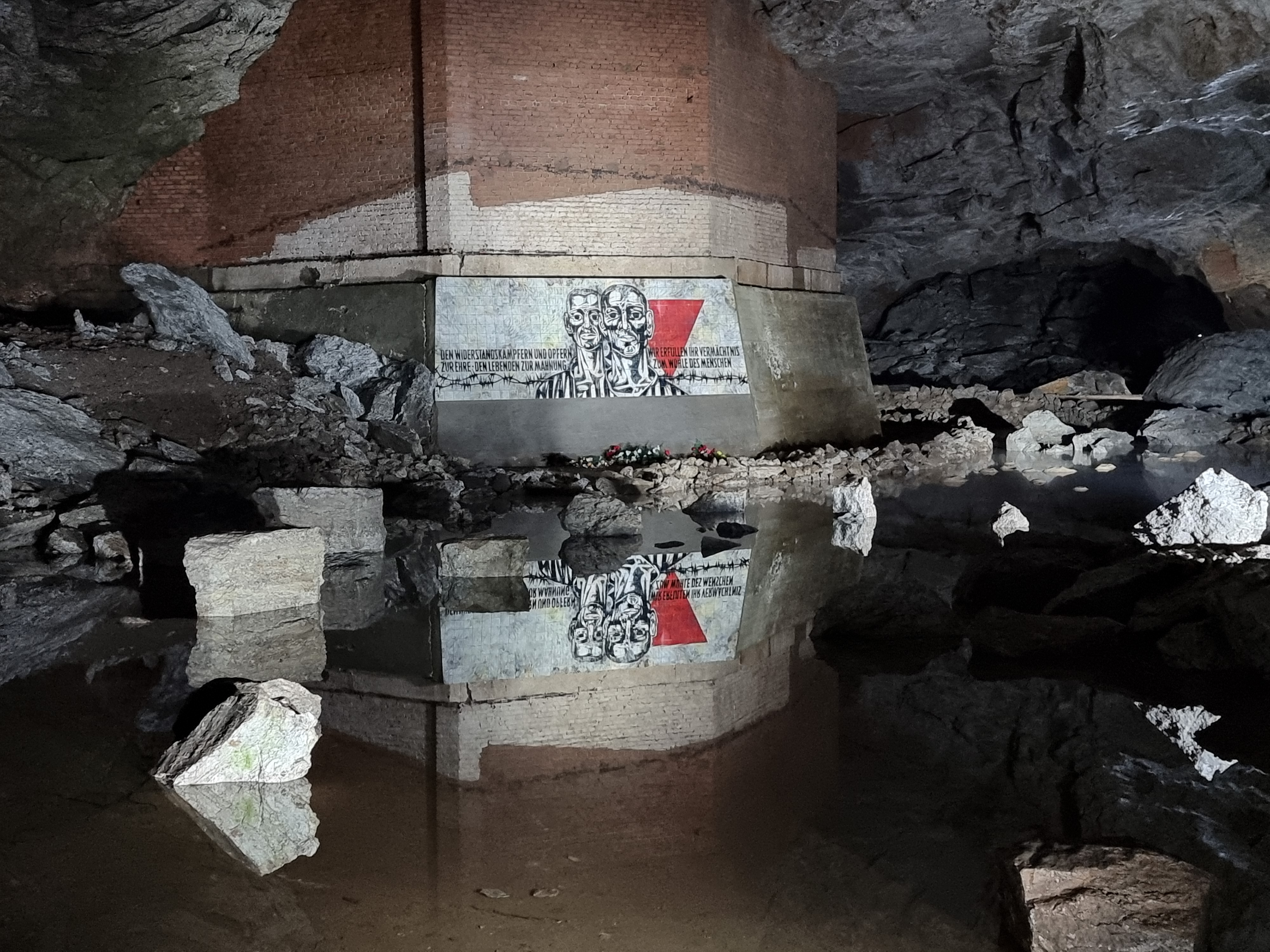
Gedenkstätte im Kleinen Dom

Der Flugzeughersteller benannte seinen Heimkehle-Betrieb nach dem in unmittelbarer Nähe verlaufenden Harzflüsschen Thyra-Werk. Es sollte Fahrwerke und Zubehörteile – insbesondere für Flugzeugrümpfe – liefern. Mitte August 1944 lief die Produktion an, wenngleich noch nicht alle Maschinen installiert waren. Junkers lag damit im Rahmen des im April 1944 aufgestellten Zeitplans, wonach im August des Jahres 1.800 m² und im Folgemonat sämtliche vorgesehenen 3.000 m² nutzbar sein sollten. Obwohl bereits seit Monaten in Betrieb, meldete der Flugzeugbauer sein Thyra-Werk in der Heimkehle erst am 1. Februar 1945 bei der Hauptfinanzverwaltung Dessau an, allerdings rückwirkend ab Juni 1944. Zwischen dem 18. August und 22. September 1944 lieferte der ebenfalls aus Schönebeck ausgelagerte Junkers-Betrieb in Mühlhausen – Deckname Mühlenwerk AG – weitere Maschinen für die Heimkehle, darunter fünf Fräsen und acht Drehbänke. Offenbar gab der Konzern die gesamte Sektion für Rumpfträgergurte (TM-Gurte) an das Thyra-Werk ab, mitsamt den an den Maschinen eingearbeiteten Häftlingen, denn am 25. September 1944 wurde der Zugang von 36 KZ-Arbeitern aus Mühlhausen registriert. Ebenso stellte das Junkers-Stammwerk Schönebeck angelernte, bereits in der Flugzeugproduktion tätige Häftlinge ab. Eine erste Gruppe von 61 Zwangsarbeitern traf am 31. Juli 1944 in Rottleberode ein. Drei weitere Transporte aus Schönebeck folgten; 35 KZ-Häftlingen am 25. September, 60 am 23. und 59 am 26. Oktober. Ein weiterer Transport aus Dora ließ die Zahl der in der Heimkehle im Zweischichtbetrieb arbeitenden Häftlinge auf 545 am 30. November 1944 anschwellen. Diese Lagerstärke blieb bis Ende März 1945. Zeitweise bestand die Belegschaft des Thyra-Werkes zu 80 % aus KZ-Insassen. Allein für Oktober 1944 überwies Junkers für die Tätigkeit der KZ-Insassen seines Thyra-Werkes dem KZ Buchenwald ein Entgelt von 50.060 RM.
Im April 1945, wenige Tage vor dem Eintreffen US-amerikanischer Truppen, wurde die Höhle geräumt, um eine Befreiung der Häftlinge zu verhindern. Das Wachpersonal von SS und Wehrmacht zwang die Häftlinge in Räumungstransporte per Bahn und trieb sie auf Todesmärsche zu Fuß an andere Orte. Zahlreiche von ihnen wurden unterwegs entlang der Wegstecken oder bei Endphaseverbrechen ermordet, etwa beim Massaker von Gardelegen.
Nach dem Krieg betrachteten die Alliierten die Höhle als Kriegsanlage. Sie ließen 1946 alle Fertigungsanlagen und Zugangsstollen sprengen. Dabei wurde die Höhle durch Deckenabstürze und den Einsturz von Seitenteilen stark beschädigt. Ab 2. November 1953 erfolgte die Wiedererschließung der Heimkehle. Es wurden neue Ein- und Ausgangsstollen angelegt und die Einbauten, soweit nicht bereits zerstört, entfernt. Man findet in der Höhle heute daher kaum noch Spuren davon. Die zubetonierten Seen konnten nicht wiederhergestellt werden, da die Mächtigkeit und Qualität des von den Nazis eingebrachten Betons die Beseitigung nicht zuließen. Sprengarbeiten hätten zu einer weiteren Zerstörung der Heimkehle geführt. So kann die Höhle jetzt zu Fuß begangen werden. Am 25. April 1954 erfolgte die Wiedereröffnung als Schauhöhle und 1979 die Einweihung des Karstmuseums. Im Kleinen Dom, wo sich auch Produktionsstätten befunden hatten, errichtete die DDR die Gedenkstätte in der Heimkehle für die KZ-Häftlinge. Im Großen Dom mit nur noch wenigen Spuren von Produktionseinrichtungen wurde 1990 eine Laser- und Lichtshow installiert. Bis 1996 fand alljährlich an Heiligabend das Fest der 1000 Lichter statt. Im Außengelände gibt es eine Ausstellung über den Missbrauch der Heimkehle in den Jahren 1944/45.
Im Jahr 2005 wurde neben dem Parkplatz vor der Heimkehle ein Gedenkstein mit Hinweistafel aus dem Jahr 2005 zur Erinnerung an die zur Zwangsarbeit  in die Heimkehle getriebenen Häftlinge aus dem Außenlager Rottleberode des KZ Mittelbau-Dora errichtet.
Seit 2019 trägt die Karstschauhöhle Heimkehle das Prädikat Nationaler Geotop. Aktuell entsteht ein neues Besucherzentrum und im Eingangsbereich der Höhle ist eine neue Ausstellung in Planung.

## Fledermäuse
Die vielfältigen Gips-Karst-Erscheinungen stellen einen interessantesten Lebensraum für verschiedene Fledermausarten dar. So sind allein in der Heimkehle bisher mindestens 10 unterschiedliche Arten bestätigt worden.
Damit ist die Heimkehle das bedeutendste natürliche Felsquartier für Fledermäuse in den Ländern Sachsen-Anhalt und Thüringen.
Für manche Arten, wie die Mopsfledermaus, die Bechsteinfledermaus und das große Mausohr gelten besondere Schutzmaßnahmen nach dem europäischen Artenschutzgesetz. Sie werden mit einem speziellen wissenschaftlichen Federmausmonitoring erfasst.
So konnten im Rahmen des Programmes zwischen Februar und Mai 2002 beispielsweise 335 Fledermäuse gefangen und mit Flügelklammern markiert werden.
In den Monaten August und September ist die Paarungszeit. Hier können zahlreiche Fledermäuse, die sowohl tags als auch nachts aktiv sind, von den Höhlenbesuchern beobachtet werden.

## Verkehrsanbindung und Wandern
Die Heimkehle ist von der Landesstraße 236 aus zu erreichen. Etwa auf halber Strecke zwischen Rottleberode und Uftrungen führt eine Stichstraße südwestwärts zum Parkplatz an der Höhle. Dort führt der Karstwanderweg vorbei. Die Höhle war bis 2016 als Nr. 214 in das System der Stempelstellen der Harzer Wandernadel einbezogen. Vor der Höhle steht das Restaurant zur Höhle Heimkehle.